# Herbert Neumann (Fußballspieler)
Herbert Neumann (* 14. November 1953 in Köln) ist ein ehemaliger deutscher Fußballspieler und -trainer.

## Sportliche Laufbahn

### Vereinskarriere
Der Mittelfeldspieler erlernte das Fußballspielen bei seinem Heimatverein SpVg Porz. Im Frühjahr des Jahres 1969 entdeckte der Jugendtrainer des 1. FC Köln, Josef Röhrig, das Talent mit den auffällig wehenden blonden Haaren beim Spiel einer Jugendkreisauswahl im Hürther Stadtteil Efferen.
Obwohl er nach seinem Sprung in die 1. Mannschaft des FC im Herbst 1972 zunächst einige gute Spiele absolvierte, blieb ihm der Durchbruch erst einmal verwehrt. Einer der Höhepunkte seiner ersten Saison im Profikader war der Treffer zum 1:1-Ausgleich im Finale um den DFB-Pokal 1973 gegen Borussia Mönchengladbach, wobei die Kölner Mannschaft dennoch unterlag. Neumann ähnelte in seiner Spielanlage Wolfgang Overath, konnte aber die Hoffnung auf seine Nachfolge auf dieser Position nicht erfüllen und drohte als „ewiges Talent“ zu enden.
Obwohl der gelernte Industriekaufmann stets seinen Ruf als Sonnyboy und Lebemann unter Beweis stellte und nicht alles dem Fußball unterordnete, kann er auf einige Erfolge in jener Zeit zurückblicken. Er gewann mit dem 1. FC Köln den DFB-Pokal 1977 und 1978 das Double aus Pokal und Meisterschaft. Doch litt sein Verhältnis zu seinem Trainer Hennes Weisweiler immer deutlicher wegen stetiger Meinungsverschiedenheiten.
Zwei Jahre später wechselte Neumann dann für rund eine Million DM zu Udinese Calcio nach Italien. Nach Abschluss der Saison landete er bei der Wahl zum besten Ausländer auf dem 5. Platz. Trotz des guten Einstands wechselte er nach einem Jahr zum FC Bologna. Nachdem er mit Bologna den Abstieg hatte hinnehmen müssen, machte er sich erneut auf die Suche nach einem neuen Verein. Nach einem nicht bestandenen Probetraining beim FC Arsenal und ergebnislosen Vertragsverhandlungen mit dem FC Basel und dem 1. FC Nürnberg kehrte Neumann zum 1. FC Köln zurück.
Nachdem er 1983 gegen den SC Fortuna Köln noch einmal den DFB-Pokal gewonnen hatte, ging er nach 194 Erstligaeinsätzen in Deutschland zu Olympiakos Piräus in die 1. Liga Griechenlands. 1984 folgte der Sprung in die Schweiz zum FC Chiasso, wo seine Karriere als Spieler endete.

### Auswahleinsätze
Nachdem Neumann seine Probleme in Form von Magengeschwüren, langwierigen Zerrungen und Wachstumsstörungen in den Griff bekommen hatte, zahlte sich die Geduld des 1. FC Köln mit ihm aus. Der frühere Jugendnationalspieler wurde mit Heinz Flohe Bestandteil einer zentralen Achse der Mannschaft und fand sich so auch in den Planungen des Bundestrainers Helmut Schön für die Fußball-WM 1978 in Argentinien wieder. In München debütierte Neumann dann im selben Jahr im Trikot der Nationalmannschaft, die England mit 2:1 besiegte. Es blieb allerdings sein einziges A-Länderspiel. Zuvor hatte er 1977 eine Partie in der B-Nationalmannschaft bestritten.

## Trainerlaufbahn
1986 übernahm er als Spielertrainer die sportliche Leitung beim FC Chiasso und führte das Team drei Jahre lang in dieser Konstellation, bis er zum FC Zürich wechselte. Seinen Durchbruch als Trainer hatte er schließlich bei seiner nächsten Station, beim niederländischen Club Vitesse Arnheim.
Zusammen mit dem früheren holländischen Nationaltorhüter Jan Jongbloed als Co-Trainer arbeitete er dort mit großem Erfolg und fand in den Niederlanden auch seine private Heimat. Nach einer kurzen Beschäftigung beim RSC Anderlecht und einem Intermezzo beim türkischen İstanbulspor AŞ kehrte er 1997 in die Ehrendivision zurück und betreute NAC Breda. In der ersten Saison konnte die Klasse gehalten werden, in der Spielzeit 1998/99 war der Niedergang aber nicht mehr aufzuhalten. Neumann kehrte daraufhin zu Vitesse zurück.
Ab Juni 2005 war Neumann Trainer des Zweitligisten VVV-Venlo, der in der Saison 2005/06 den Aufstieg nur knapp verfehlte. Im Juni 2006 wurde er dort entlassen.
Seit August 2012 schrieb Herbert Neumann für den Kölner Stadt-Anzeiger die Kolumne Seitenwechsel. Unter dem Titel Seitenwechsel 2.0 verfasste Neumann die Kolumne zunächst gemeinsam mit Matthias Scherz, der die Tätigkeit als Autor jedoch beendete, nachdem er im Dezember 2012 ein Engagement als Spieler des Regionalligisten SC Fortuna Köln begann. Inhaltlich setzte sich die Kolumne mit den aktuellen Geschehnissen beim 1. FC Köln auseinander, im Februar 2013 wurde sie endgültig eingestellt.

## Statistik
- 1. Bundesliga
194 Spiele, 36 Tore

- DFB-Pokal
32 Spiele, 15 Tore

- Europapokal
25 Spiele, 4 Tore (1. FC Köln)
4 Spiele (Olympiakos Piräus)

## Erfolge
- 1973 Deutscher Vize-Meister
- 1973 DFB-Pokal-Finale
- 1977 DFB-Pokalsieger
- 1978 Deutscher Meister
- 1978 DFB-Pokalsieger
- 1980 DFB-Pokal-Finale
- 1983 DFB-Pokalsieger